# Açailândia
Açailândia – miasto i gmina w Brazylii leżące w stanie Maranhão. Gmina zajmuje powierzchnię 5806,439 km². Według danych szacunkowych w 2016 roku miasto liczyło 110 543 mieszkańców. Położone jest około 600 km na południowy zachód od stolicy stanu, miasta São Luís, oraz około 1400 km na północ od Brasílii, stolicy kraju. 
W 2014 roku wśród mieszkańców gminy PKB per capita wynosił 16 929,09 reais brazylijskich.